# دولوتيغرافير/لاميفودين
دولوتيغرافير/لاميفودين (Dolutegravir/lamivudine)، الذي يُباع تحت الاسم التجاري دوفاتو( Dovato)، هو دواء مركب يستخدم لعلاج فيروس نقص المناعة البشرية/الإيدز .  قد يكون خيار علاج الخط الأول.  وقد يكون أيضًا الدواء الوحيد الذي يحتاجه الشخص. و يؤخذ عن طريق الفم.  
الآثار الجانبية الشائعة لهذا العقار هي: الصداع و الإسهال و الغثيان و صعوبة النوم.  قد تشمل الآثار الجانبية الأخرى أيضا ردود فعل تحسسية و طفح جلدي و مشاكل في الكبد.  في حين أنه لا يوجد دليل على وجود ضرر أثناء الحمل، إلا أن هذا الاستخدام لم يتم دراسته بشكل جيد. و هو يحتوي على دولوتيجرافير، مثبط إنزيم إنزيم، و لاميفودين، مثبط إنزيم النسخ العكسي.   يوقف دولوتيغرافير نشاط إنزيم Integrase، بينما يوقف لاميفودين نشاط إنزيم النسخ العكسي النيوكليوزيدي. 
تمت الموافقة على التركيبة للاستخدام الطبي في الولايات المتحدة و أوروبا في عام 2019.   وهو دواء مكافىء .  في المملكة المتحدة، يكلف شهر العلاج هيئة الخدمات الصحية الوطنية حوالي 660 جنيهًا إسترلينيًا اعتبارًا من عام 2021.  في الولايات المتحدة يكلف هذا القدر حوالي 2500 دولار أمريكي. 